# Kofi Amankwa-Manu
Pour les articles homonymes, voir Manu.
Kofi Amankwa-Manu, né le 11 avril 1969 à Atwima Nwabiagya, est un homme politique ghanéen membre du Nouveau parti patriotique (NPP),. Il est député de la circonscription d'Atwima-Kwanwoma, dans la région d'Ashanti au Ghana, depuis 2021.

## Biographie

### Scolarité et carrière professionnelle
Amankwa-Manu est chrétien. Au sujet de sa scolarité, il termine son niveau ordinaire en 1989, suivi de son niveau avancé en 1991. Ensuite, il obtient un BSci en banque et finance en 2012, et enfin, un LLB en 2015.
Il sert dans le bureau du président en tant que chef de l'unité d'évaluation d'impact pendant le premier mandat du président ghanéen Nana Akufo-Addo. Il est ensuite l'assistant de recherche de l'Institut Fonaa puis PDG de Waltons Limited.

### Carrière politique
Avant les élections de 2020, Amankwa-Manu s'est porté candidat aux primaires du NPP (Nouveau Parti patriotique) dans la circonscription d'Atwima-Kwanwoma pour devenir le candidat parlementaire,,,. En juin 2020, il remporte les primaires de la circonscription d'Atwima-Kwanwoma après avoir battu le député sortant Kojo Appiah Kubi qui avait été député pendant trois mandats, depuis janvier 2009,. Il a gagné en obtenant 415 voix tandis que le titulaire avait 69 voix.
Amankwa-Manu remporte les élections législatives de décembre 2020 et a été élu député d'Atwima-Kwanwoma. Il a été déclaré vainqueur des élections législatives après avoir obtenu 78 209 voix représentant 83,78 % contre sa plus proche concurrente, la candidate du Congrès national démocratique Grace Agyemang Asamoah qui avait 14 730 voix représentant 15,78 %.
Il est membre du Comité Genre et Enfants, ainsi que du Comité des Affaires Alimentaires, Agricoles et Cacao.